# Europees kampioenschap waterpolo vrouwen 1995
Het 6e Europees kampioenschap waterpolo voor vrouwen vond plaats van 18 tot 27 augustus 1995 in Wenen, Oostenrijk. Twaalf landenteams namen deel aan het toernooi.

## Voorronde

### Groep A
| Datum       | Land      | Land      | Uitslag |
| ----------- | --------- | --------- | ------- |
| 18 augustus | Rusland   | Portugal  | 19 – 1  |
| 19 augustus | Rusland   | Frankrijk | 16 – 7  |
| 20 augustus | Frankrijk | Portugal  | 13 – 2  |

| Groep A |           |             |             |             |             |            |            |            |        |
| #       | Land      | Wedstrijden | Wedstrijden | Wedstrijden | Wedstrijden | Doelpunten | Doelpunten | Doelpunten | Punten |
| #       | Land      | G           | W           | G           | V           | V          | T          | Saldo      | Punten |
| 1       | Rusland   | 2           | 2           | 0           | 0           | 35         | 8          | 27         | 4      |
| 2       | Frankrijk | 2           | 1           | 0           | 1           | 20         | 18         | 2          | 2      |
| 3       | Portugal  | 2           | 0           | 0           | 2           | 3          | 32         | -29        | 0      |

### Groep B
| Datum       | Land                | Land                | Uitslag |
| ----------- | ------------------- | ------------------- | ------- |
| 18 augustus | Hongarije           | Tsjechië            | 10 – 1  |
| 19 augustus | Hongarije           | Verenigd Koninkrijk | 12 – 2  |
| 20 augustus | Verenigd Koninkrijk | Tsjechië            | 12 – 8  |

| Groep B |                     |             |             |             |             |            |            |            |        |
| #       | Land                | Wedstrijden | Wedstrijden | Wedstrijden | Wedstrijden | Doelpunten | Doelpunten | Doelpunten | Punten |
| #       | Land                | G           | W           | G           | V           | V          | T          | Saldo      | Punten |
| 1       | Hongarije           | 2           | 2           | 0           | 0           | 22         | 3          | 19         | 4      |
| 2       | Verenigd Koninkrijk | 2           | 1           | 0           | 1           | 14         | 20         | -6         | 2      |
| 3       | Tsjechië            | 2           | 0           | 0           | 2           | 9          | 22         | -13        | 0      |

### Groep C
| Datum       | Land        | Land        | Uitslag |
| ----------- | ----------- | ----------- | ------- |
| 18 augustus | Griekenland | Spanje      | 11 – 4  |
| 19 augustus | Nederland   | Spanje      | 17 – 6  |
| 20 augustus | Nederland   | Griekenland | 7 – 6   |

| Groep C |             |             |             |             |             |            |            |            |        |
| #       | Land        | Wedstrijden | Wedstrijden | Wedstrijden | Wedstrijden | Doelpunten | Doelpunten | Doelpunten | Punten |
| #       | Land        | G           | W           | G           | V           | V          | T          | Saldo      | Punten |
| 1       | Nederland   | 2           | 2           | 0           | 0           | 24         | 12         | 12         | 4      |
| 2       | Griekenland | 2           | 1           | 0           | 1           | 17         | 11         | 6          | 2      |
| 3       | Spanje      | 2           | 0           | 0           | 2           | 10         | 28         | -18        | 0      |

### Groep D
| Datum       | Land      | Land        | Uitslag |
| ----------- | --------- | ----------- | ------- |
| 18 augustus | Italië    | Zwitserland | 19 – 1  |
| 19 augustus | Duitsland | Zwitserland | 14 – 0  |
| 20 augustus | Italië    | Duitsland   | 8 – 4   |

| Groep D |             |             |             |             |             |            |            |            |        |
| #       | Land        | Wedstrijden | Wedstrijden | Wedstrijden | Wedstrijden | Doelpunten | Doelpunten | Doelpunten | Punten |
| #       | Land        | G           | W           | G           | V           | V          | T          | Saldo      | Punten |
| 1       | Italië      | 2           | 2           | 0           | 0           | 27         | 5          | 22         | 4      |
| 2       | Duitsland   | 2           | 1           | 0           | 1           | 18         | 8          | 10         | 2      |
| 3       | Zwitserland | 2           | 0           | 0           | 2           | 1          | 33         | -32        | 0      |

## Hoofdronde

### Groep E
| Datum       | Land        | Land      | Uitslag |
| ----------- | ----------- | --------- | ------- |
| 21 augustus | Rusland     | Duitsland | 16 – 8  |
| 21 augustus | Griekenland | Hongarije | 9 – 7   |
| 22 augustus | Griekenland | Duitsland | 12 – 11 |
| 22 augustus | Hongarije   | Rusland   | 11 – 8  |
| 23 augustus | Hongarije   | Duitsland | 9 – 6   |
| 23 augustus | Griekenland | Rusland   | 5 – 3   |

| Groep E |             |             |             |             |             |            |            |            |        |
| #       | Land        | Wedstrijden | Wedstrijden | Wedstrijden | Wedstrijden | Doelpunten | Doelpunten | Doelpunten | Punten |
| #       | Land        | G           | W           | G           | V           | V          | T          | Saldo      | Punten |
| 1       | Griekenland | 3           | 3           | 0           | 0           | 26         | 21         | 5          | 6      |
| 2       | Hongarije   | 3           | 2           | 0           | 1           | 27         | 23         | 4          | 4      |
| 3       | Rusland     | 3           | 1           | 0           | 2           | 27         | 24         | 3          | 2      |
| 4       | Duitsland   | 3           | 0           | 0           | 3           | 25         | 37         | -12        | 0      |

### Groep F
| Datum       | Land      | Land                | Uitslag |
| ----------- | --------- | ------------------- | ------- |
| 21 augustus | Nederland | Verenigd Koninkrijk | 16 – 4  |
| 21 augustus | Italië    | Frankrijk           | 7 – 4   |
| 22 augustus | Frankrijk | Verenigd Koninkrijk | 12 – 11 |
| 22 augustus | Nederland | Italië              | 9 – 9   |
| 23 augustus | Italië    | Verenigd Koninkrijk | 17 – 6  |
| 23 augustus | Nederland | Frankrijk           | 14 – 8  |

| Groep F |                     |             |             |             |             |            |            |            |        |
| #       | Land                | Wedstrijden | Wedstrijden | Wedstrijden | Wedstrijden | Doelpunten | Doelpunten | Doelpunten | Punten |
| #       | Land                | G           | W           | G           | V           | V          | T          | Saldo      | Punten |
| 1       | Nederland           | 3           | 2           | 1           | 0           | 39         | 21         | 18         | 5      |
| 2       | Italië              | 3           | 2           | 1           | 0           | 33         | 19         | 14         | 5      |
| 3       | Frankrijk           | 3           | 1           | 0           | 2           | 24         | 32         | -8         | 2      |
| 4       | Verenigd Koninkrijk | 3           | 0           | 0           | 3           | 21         | 45         | -24        | 0      |

## Plaatsingsronde

### Groep G
| Datum       | Land     | Land        | Uitslag |
| ----------- | -------- | ----------- | ------- |
| 21 augustus | Portugal | Zwitserland | 9 – 4   |
| 21 augustus | Spanje   | Tsjechië    | 14 – 2  |
| 22 augustus | Spanje   | Zwitserland | 17 – 5  |
| 22 augustus | Tsjechië | Portugal    | 13 – 3  |
| 23 augustus | Tsjechië | Zwitserland | 7 – 7   |
| 23 augustus | Spanje   | Portugal    | 21 – 0  |

| Groep G |             |             |             |             |             |            |            |            |        |
| #       | Land        | Wedstrijden | Wedstrijden | Wedstrijden | Wedstrijden | Doelpunten | Doelpunten | Doelpunten | Punten |
| #       | Land        | G           | W           | G           | V           | V          | T          | Saldo      | Punten |
| 9       | Spanje      | 3           | 3           | 0           | 0           | 52         | 7          | 45         | 6      |
| 10      | Tsjechië    | 3           | 1           | 1           | 1           | 22         | 24         | -2         | 3      |
| 11      | Portugal    | 3           | 1           | 0           | 2           | 12         | 38         | -26        | 2      |
| 12      | Zwitserland | 3           | 0           | 1           | 2           | 16         | 33         | -17        | 1      |

## Plaatsingswedstrijden

### 5e/8e plaats
| Datum       | Land      | Land                | Uitslag |
| ----------- | --------- | ------------------- | ------- |
| 25 augustus | Frankrijk | Duitsland           | ? – ?   |
| 25 augustus | Rusland   | Verenigd Koninkrijk | ? – ?   |

### 7e/8e plaats
| Datum       | Land      | Land    | Uitslag |
| ----------- | --------- | ------- | ------- |
| 26 augustus | Frankrijk | Rusland | 8 – 6   |

### 5e/6e plaats
| Datum       | Land      | Land                | Uitslag |
| ----------- | --------- | ------------------- | ------- |
| 26 augustus | Duitsland | Verenigd Koninkrijk | 18 – 7  |

## Halve finales
| Datum       | Land      | Land        | Uitslag |
| ----------- | --------- | ----------- | ------- |
| 25 augustus | Italië    | Griekenland | 8 – 4   |
| 25 augustus | Hongarije | Nederland   | 6 – 5   |

## Bronzen finale
| Datum       | Land      | Land        | Uitslag |
| ----------- | --------- | ----------- | ------- |
| 27 augustus | Nederland | Griekenland | 8 – 3   |

## Finale
| Datum       | Land   | Land      | Uitslag |
| ----------- | ------ | --------- | ------- |
| 27 augustus | Italië | Hongarije | 7 – 5   |

## Eindrangschikking
| Goud   | Italië              |
| Zilver | Hongarije           |
| Brons  | Nederland           |
| 4      | Griekenland         |
| 5      | Frankrijk           |
| 6      | Rusland             |
| 7      | Duitsland           |
| 8      | Verenigd Koninkrijk |
| 9      | Spanje              |
| 10     | Tsjechië            |
| 11     | Portugal            |
| 12     | Zwitserland         |

| Europees kampioen 1995 · Italië · 1e titel Selectie: Carmela Allucci, Marica Carrozzi, Cristina Consoli, Francesca Conti, Antonella Di Giacinto, Melania Grego, Stefania Lariucci, Giusi Malato, Martina Miceli, Maddalena Musumeci, Francesca Romano, Paola Sabbatini, Daria Starace, Monica Vaillant en Milena Virzì. · Bondscoach: Pierluigi Formiconi. |

Europees kampioenschap waterpolo mannen

1926 · 
1927 · 
1931 · 
1934 · 
1938 · 
1947 · 
1950 · 
1954 · 
1958 · 
1962 · 
1966 · 
1970 · 
1974 · 
1977 · 
1981 · 
1983 · 
1985 · 
1987 · 
1989 · 
1991 · 
1993 · 
1995 · 
1997 · 
1999 · 
2001 · 
2003 · 
2006 · 
2008 · 
2010 · 
2012 · 
2014 · 
2016 · 
2018 · 
2020 · 
2022 · 
2024
Europees kampioenschap waterpolo vrouwen

1985 · 
1987 · 
1989 · 
1991 · 
1993 · 
1995 · 
1997 · 
1999 · 
2001 · 
2003 · 
2006 · 
2008 · 
2010 · 
2012 · 
2014 · 
2016 · 
2018 · 
2020 · 
2022 · 
2024